# Дубок (Псковская область)
Дубок — это небольшая деревня в Плюсском районе Псковской области. Входит в сельское поселение Плюсская волость и имеет типичные черты малых населённых пунктов Северо-Запада России.

## География
Деревня расположена на границе с Ленинградской областью, в 15 км к северо-востоку от районного центра — посёлка Плюсса. В 4 км к северо-западу от деревни находится остановочный пункт 167 км железной дороги Псков — Плюсса — Луга и деревня Демьяново. Рельеф местности — равнинный, с большим количеством лесов, озёр и рек, что характерно для Псковской области.

## Население
Численность населения деревни по оценке на конец 2000 года составляла 1 человек

## История
- Точная дата основания деревни Дубок неизвестна, но, как и многие населённые пункты Псковской области, она, вероятно, возникла в XIX веке или ранее.
- В дореволюционный период деревня входила в состав Псковской губернии.
- В советский период Дубок, как и другие деревни, был частью колхозов или совхозов, занимавшихся сельским хозяйством.
- В годы Великой Отечественной войны (1941–1945) Псковская область была оккупирована немецкими войсками. Деревня, вероятно, пережила тяжёлые времена, но была освобождена в ходе наступления советских войск.